# Sima Pandurović
Sima Pandurović, Сима Пандуровић (ur. 14 kwietnia 1883 w Belgradzie, zm. 27 sierpnia 1960 tamże) – serbski pisarz, poeta i tłumacz, przedstawiciel modernizmu.

## Życiorys
W 1906 ukończył studia na wydziale filozoficznym Uniwersytetu w Belgradzie. W trakcie studiów założył dwa czasopisma literackie Pokret (1902) i Kniżevna nedelja (1904-1905). Od 1907 pracował jako nauczyciel początkowo w Valjevie, a następnie od 1910 w Belgradzie. Brał udział w I wojnie bałkańskiej jako ochotnik. W czasie I wojny światowej uwięziony przez policję austro-węgierską. W 1915 osadzony w obozie jenieckim w Boldogasonji, a następnie w Neusiedl am See. W latach 20. XX wieku pracował w ministerstwie oświaty, był także zastępcą dyrektora Biblioteki Narodowej w Belgradzie.
Po II wojnie światowej wykluczony ze środowiska literackiego Jugosławii za publikowanie tekstów w czasie okupacji.

## Twórczość
Zadebiutował w 1903 na łamach czasopisma Srpski kniżevni glasnik jako autor wiersza Sa verna noć. Kolejne utwory publikował w czołowych pismach serbskich (Nova Iskra, Delo, Zvezda, Bosanska Villa). W 1910 wspólnie z Kostą Petroviciem napisał jednoaktówkę Na zgarište, która jednak nie zyskała uznania widowni belgradzkiej. Znacznie większą popularności przyniósł mu opublikowany w Zagrzebiu tomik wierszy Okovani slogovi (w 1922 ukazało się jego serbskie wydanie). Od czasu studiów zajmował się tłumaczeniami z języka francuskiego i angielskiego. W jego dorobku translatorskim znalazły się dzieła Racine'a, Corneille'a, Moliera i Szekspira. W 1924 ukazało się tłumaczenia Hamleta na język serbski autorstwa Pandurovicia. Od 1935 publikował obszerne zbiory własnych tłumaczeń. Pisał także eseje o tematyce literacko-historycznej.
- 1908: Посмртне почасти
- 1910: На згаришту (dramat)
- 1912: Дани и ноћи
- 1918: Оковани слогови
- 1920: Огледи из естетике
- 1921: Стихови
- 1927: Разговори о књижевности
- 1931: Богдан Поповић
- 1935-1937:Дела, 5 tomów
- 1955: Дворана младости
- 1959: Песме

## Pamięć
W 2008 Matica Srpska w Nowym Sadzie zorganizowała wystawę poświęconą postaci Simy Pandurovicia.